# Cupa Moldovei
Cupa Moldovei Moldtelecom este o competiție fotbalistică din Republica Moldova, care are loc anual începând cu 1992. Câștigătorul se califică în prima rundă de calificare a UEFA Europa League.

## Perioada sovietică
- 1945: Dinamo Chișinău – Tiraspol XI 2:1
- 1946: Dinamo Chișinău – Spartak Chișinău 3:2
- 1947: Dinamo Chișinău – Dinamo Bender 3:0
- 1948: Bender XI – Burevestnik Bender 2:1
- 1949: Lokomotiv Chișinău – Spartak Bălți 2:1
- 1950: Burevestnik Bender – Krasnoe Znamya Chișinău 9:0
- 1951: Trud Chișinău – Krasnaya Zvezda Tiraspol 8:0, 3:2
- 1952: Dinamo Chișinău – Krasnoe Znamya Chișinău 6:1
- 1953: Dinamo Chișinău – Burevestnik Bender 2:1
- 1954: Lokomotiv Ungheni – Burevestnik Bender 5:2
- 1955: Burevestnik Bender – KPKhI Chișinău 2:0
- 1956: Burevestnik Bender – KPKhI Chișinău 1:0
- 1957: KPKhI Chișinău – Spartak Tiraspol 3:0
- 1958: Lokomotiv Chișinău – Urozhai Rîbnița 5:1
- 1959: KPKhI Chișinău – Konservnyi Zavod Tiraspol 2:2, 4:1
- 1960: KPKhI Chișinău – Tiraspol XI 1:0
- 1961: Moldavkabel Bender – Raipromkombinat Lipcani  5:3
- 1962: Moldavkabel Bender – Vibropribor Chișinău  1:0
- 1963: Volna Chișinău – ? ?:?
- 1964: Temp Tiraspol – Lokomotiv Bălți 2:1
- 1965: Traktor Chișinău – Temp Tiraspol 4:2
- 1966: Vibropribor Chișinău – Temp Tiraspol 1:0
- 1967: Traktor Chișinău – Energia Tiraspol ?:?
- 1968: Temp Tiraspol – Stroitel Bălți 5:0
- 1969: Temp Tiraspol – Vibropribor Chișinău 5:1
- 1970: Pishchevik Bender – Trud Bălți 2:1
- 1971: Pishchevik Bender – Stroitel Bălți 4:2
- 1972: Pishchevik Bender – Avtomobilist Orhei 2:0
- 1973: Politekhnik Chișinău – Pishchevik Bender 4:2
- 1974: Dinamo Chișinău – Chaika Bender 4:0
- 1975: Dinamo Chișinău – Energetic Dubăsari 6:2
- 1976: Stroitel Tiraspol – Urozhai Édineț 1:0
- 1977: Grănicerul Glodeni – Stroitel Tiraspol 2:0
- 1978: KPKhI Chișinău – Avtomobilist Bălți 2:0
- 1979: Kolos Pelinia – Kolos Slobozia 4:2
- 1980: Dnestr Ciobruciu – Chaika Bender 4:1
- 1981-1983: no tournament
- 1984: Luch Soroca – Tekstilshik Tiraspol 2:0
- 1985: Tekstilshik Tiraspol – Iscra Rîbnița 1:1 aet. (pen. 4-2)
- 1986: Stroitel Fălești – Avtomobilist Tiraspol 1:0
- 1987: Stroitel Fălești – Plastic Tiraspol 4:1
- 1988: FC Tighina – Cristalul Fălești 7:0
- 1989: FC Tighina-2 – Cristalul Fălești 4:3 aet.
- 1990: Moldavgidromash Chișinău – Cristalul Fălești 1:0
- 1991: Moldova Borosenii Noi – Constructorul Chișinău 2:0

## Rezultate
| Finala | Câștigătoare | Scor | Finalistă | Finala | Câștigătoare | Scor | Finalistă |
| ------ | ------------ | ---- | --------- | ------ | ------------ | ---- | --------- |

| 2024 | Petrocub         | 3 - 1 | Zimbru           | 2025 | Sheriff Tiraspol   | 2 - 1 | Milsami          |
| 2022 | Sheriff Tiraspol | 1 - 0 | Sfântul Gheorghe | 2023 | Sheriff Tiraspol ✠ | 0 - 0 | Zaria Bălți      |
| 2020 | Petrocub ✠       | 0 - 0 | Sfântul Gheorghe | 2021 | Sfântul Gheorghe ✠ | 0 - 0 | Sheriff Tiraspol |
| 2018 | Milsami          | 2 - 0 | Zimbru           | 2019 | Sheriff Tiraspol   | 1 - 0 | Sfântul Gheorghe |
| 2016 | Zaria Bălți      | 1 - 0 | Milsami          | 2017 | Sheriff Tiraspol   | 5 - 0 | Zaria Bălți      |
| 2014 | Zimbru           | 3 - 1 | Sheriff Tiraspol | 2015 | Sheriff Tiraspol   | 3 - 2 | Dacia Chișinău   |
| 2012 | Milsami ✠        | 0 - 0 | Rapid Ghidighici | 2013 | Tiraspol ✠         | 2 - 2 | Veris Chișinău   |
| 2010 | Sheriff Tiraspol | 2 - 0 | Dacia Chișinău   | 2011 | Iskra-Stali        | 2 - 1 | Zaria Bălți      |
| 2008 | Sheriff Tiraspol | 1 - 0 | Nistru Otaci     | 2009 | Sheriff Tiraspol   | 2 - 0 | Dacia Chișinău   |
| 2006 | Sheriff Tiraspol | 2 - 0 | Nistru Otaci     | 2007 | Zimbru             | 1 - 0 | Nistru Otaci     |
| 2004 | Zimbru           | 2 - 1 | Sheriff Tiraspol | 2005 | Nistru Otaci       | 1 - 0 | Dacia Chișinău   |
| 2002 | Sheriff Tiraspol | 3 - 2 | Nistru Otaci     | 2003 | Zimbru ✠           | 0 - 0 | Nistru Otaci     |
| 2000 | Tiraspol         | 1 - 0 | Zimbru           | 2001 | Sheriff Tiraspol ✠ | 0 - 0 | Nistru Otaci     |
| 1998 | Zimbru           | 1 - 0 | Tiraspol         | 1999 | Sheriff Tiraspol   | 2 - 1 | Tiraspol         |
| 1996 | Tiraspol         | 2 - 1 | Tiligul-Tiras    | 1997 | Zimbru ✠           | 0 - 0 | Nistru Otaci     |
| 1994 | Tiligul-Tiras    | 1 - 0 | Nistru Otaci     | 1995 | Tiligul-Tiras      | 1 - 0 | Zimbru           |
| 1992 | Găgăuzia         | 5 - 0 | Tiligul-Tiras    | 1993 | Tiligul-Tiras      | 1 - 0 | Torentul         |

## Penalty
| Zimbru           | 1997 | 7 : 6 | 2003 | 4 : 2 |
| Sheriff Tiraspol | 2001 | 5 : 4 | 2023 | 7 : 6 |
| Milsami          | 2012 | 5 : 3 |      |       |
| Tiraspol         | 2013 | 4 : 2 |      |       |
| Petrocub         | 2020 | 5 : 3 |      |       |
| Sfântul Gheorghe | 2021 | 3 : 2 |      |       |

## Palmares
| Club Sportiv | Trofee | Prima oară | Ultima oară | Finalistă | Prima oară | Ultima oară | Finale jucate |

| Sheriff Tiraspol | 13 | 1999 | 2025 | 3 | 2004 | 2021 | 16 |
| Zimbru           | 6  | 1997 | 2014 | 4 | 1995 | 2024 | 10 |
| Tiligul-Tiras    | 3  | 1993 | 1995 | 2 | 1992 | 1996 | 5  |
| Tiraspol         | 3  | 1996 | 2013 | 2 | 1998 | 1999 | 5  |
| Milsami          | 2  | 2012 | 2018 | 2 | 2016 | 2025 | 4  |
| Petrocub         | 2  | 2020 | 2024 | - | -    | -    | 2  |
| Nistru Otaci     | 1  | 2005 | -    | 8 | 1994 | 2008 | 9  |
| Zaria Bălți      | 1  | 2016 | -    | 3 | 2011 | 2023 | 4  |
| Sfântul Gheorghe | 1  | 2021 | -    | 3 | 2019 | 2022 | 4  |
| Găgăuzia         | 1  | 1992 | -    | - | -    | -    | 1  |
| Iskra-Stali      | 1  | 2011 | -    | - | -    | -    | 1  |
| Dacia Chișinău   | -  | -    | -    | 4 | 2005 | 2015 | 4  |
| Torentul         | -  | -    | -    | 1 | 1993 | -    | 1  |
| Rapid Ghidighici | -  | -    | -    | 1 | 2012 | -    | 1  |
| Veris Chișinău   | -  | -    | -    | 1 | 2013 | -    | 1  |